# Opisthotropis lateralis
Opisthotropis lateralis är en ormart som beskrevs av Boulenger 1903. Opisthotropis lateralis ingår i släktet Opisthotropis och familjen snokar. Inga underarter finns listade i Catalogue of Life.
Denna orm förekommer i sydöstra Kina i provinserna Guangxi, Guizhou och Hunan samt i norra Vietnam. Den hittas även i Hongkong. Arten lever i kulliga områden och i bergstrakter mellan 100 och 800 meter över havet. Individerna vistas i skogar nära vattendrag och de besöker odlingsmark. De har kräftdjur som lever i sötvatten som föda. Honor lägger ägg.
Vattenkraftverk kan påverka beståndet negativt. Hela populationen anses vara stabil. IUCN kategoriserar arten globalt som livskraftig.